# Axel Voss
Axel Voss (ur. 7 kwietnia 1963 w Hameln) – niemiecki polityk i prawnik, deputowany do Parlamentu Europejskiego VII, VIII, IX i X kadencji.

## Życiorys
Z wykształcenia prawnik. W 1994 rozpoczął praktykę adwokacką. W 2000 został wykładowcą w RheinAhrCampus (Remagen). W drugiej połowie lat 90. pełnił funkcję obywatelskiego doradcy Komisji Europejskiej. Od 2004 przewodniczy Unii Chrześcijańsko-Demokratycznej w Bonn.
W wyborach w 2009 z listy CDU uzyskał mandat posła do Parlamentu Europejskiego VII kadencji. Przystąpił do grupy Europejskiej Partii Ludowej, wszedł w skład Komisji Wolności Obywatelskich, Sprawiedliwości i Spraw Wewnętrznych. W 2014, 2019 i 2024 z powodzeniem ubiegał się o europarlamentarną reelekcję.